# Double Up
Double Up é o décimo primeiro álbum de estúdio do cantor norte-americano de R&B R. Kelly. O primeiro single do álbum "I'm a Flirt" com T.I. e T-Pain atingiu a posição número 1 na Billboard Top 40 e também conquistou o primeiro lugar na Hot Rap Tracks.
O álbum possui um grande número de convidados como Swizz Beatz, Snoop Dogg, Nelly, Chamillionaire, T.I., T-Pain, Usher, Huey, Ludacris, Kid Rock, Polow Da Don, Keyshia Cole, com a produção de The Runners, Mysto & Pizzi and Kelly. R. Kelly começou a divulgação desse álbum no YouTube.
Assim que o álbum foi lançado as músicas foram colocadas Internet. O segundo single "Same Girl", com a participação do cantor de R&B Usher; "Rise Up", uma faixa presente apenas na América do Norte é um tributo as vítimas do massacre em Virginia Tech. Em 21 de Maio o álbum foi totalmente colocado na Internet para download.
| Críticas profissionais                                                      | Críticas profissionais |
| Avaliações da crítica                                                       | Avaliações da crítica  |
| Fonte                                                                       | Avaliação              |
| --------------------------------------------------------------------------- | ---------------------- |
| All Music                                                                   | [ 1 ]                  |
| Esta tabela precisa de ser acompanhada por texto em prosa. Consulte o guia. |                        |

## Faixas
| #  | Nome | Convidado                   | Produtor                              | Duração |
| -- | --- | --------------------------- | ------------------------------------- | ------- |
| 1  | "The Champ" | Swizz Beatz                 | R. Kelly, The Runners & Swizz Beatz   | 1:50    |
| 2  | "Double Up" | Snoop Dogg                  | Chase N. Cashe & SanZo                | 4:48    |
| 3  | "Tryin' to Get a Number"                                                                                          | Nelly                       | R. Kelly                              | 3:47    |
| 4  | "Get Dirty" | Chamillionaire              | Mysto & Pizzi                         | 3:56    |
| 5  | "Leave Your Name"                                                                                                 |                             | R. Kelly                              | 3:27    |
| 6  | "Freaky in the Club"                                                                                              |                             | R. Kelly                              | 4:35    |
| 7  | "The Zoo" |                             | R. Kelly                              | 3:39    |
| 8  | "I'm a Flirt (Remix)"                                                                                             | T.I. & T-Pain               | Lil' Ronnie                           | 5:32    |
| 9  | "Same Girl" | Usher                       | R. Kelly, co-produção por Lil' Ronnie | 4:12    |
| 10 | "Real Talk" |                             | R. Kelly                              | 3:00    |
| 11 | "Hook It Up" | Huey                        | Lil' Ronnie                           | 4:15    |
| 12 | "Rock Star" | Ludacris & Kid Rock         | R. Kelly                              | 4:47    |
| 13 | "Best Friend" | Keyshia Cole & Polow Da Don | R. Kelly                              | 4:41    |
| 14 | "Rollin'" |                             | R. Kelly                              | 4:47    |
| 15 | "Sweet Tooth" |                             | R. Kelly                              | 2:50    |
| 16 | "Havin' a Baby"                                                                                                   |                             | R. Kelly                              | 3:34    |
| 17 | "Sex Planet" |                             | R. Kelly                              | 5:35    |
| 18 | "Rise Up" (faixa póstuma aos incidentes em Virginia Tech) (Não incluído nos lançamentos fora da América do Norte) |                             | R. Kelly                              | 3:31    |

## Posição
| tabela (2007)            | Pico posição |
| ------------------------ | ------------ |
| E.U.A Billboard 200      | 1            |
| Reino Unido Albums Chart | 10           |
| Alemanha Albums Chart    | 46           |
| Itália Albums Chart      | 62           |
| Europa Albums Chart      | 1            |